# Baldassi et autres c. France
Baldassi et autres c. France est un arrêt de la Cour européenne des droits de l'homme datant du 11 juin 2020 qui condamne la France pour avoir sanctionné en 2013 des militants du collectif Palestine 68 ayant appelé au boycott des produits originaires de l'état d’Israël dans le cadre d'une manifestation devant un hypermarché Carrefour en 2010 et 2011.

## Histoire
À la suite de manifestations le 26 septembre 2009 et le 22 mai 2010 devant un hypermarché Carrefour à Illzach, plusieurs militants du collectif Palestine 68 sont traduit en justice. En décembre 2011, les militants sont relaxés par le tribunal correctionnel de Mulhouse. Ils sont toutefois condamnés en appel par la cour d'appel de Colmar en novembre 2013 pour « délit de provocation à la discrimination ».
En juin 2016, 11 membres du collectif saisissent la Cour européenne des droits de l'homme à la suite du refus du pourvoi devant la cour de Cassation.
Le 11 juin 2020, la CEDH condamne la France pour violation de l'article 10,.